# Walking on a Thin Line
Walking on a Thin Line je treći studijski album njemačkog rock sastava Guano Apesa. Izdan je 2003. godine, a singlovi s albuma su You Can't Stop Me, Pretty in Scarlet i Quietly. Album je u Njemačkoj dospio na broj jedan po broju prodanih albuma i doživio zlatnu nakladu.

## Popis pjesama
1. "You Can't Stop Me" – 3:13
2. "Dick" – 2:42
3. "Kiss the Dawn" – 5:19
4. "Pretty in Scarlet" – 4:06
5. "Diokhan" – 3:34
6. "Quietly" – 3:37
7. "High" – 3:23
8. "Sing That Song" – 3:02
9. "Scratch the Pitch" – 3:47
10. "Plastic Mouth" – 4:04
11. "Storm" – 3:47
12. "Sugar Skin" – 4:13